# Goszczyna
Goszczyna (niem. Gusten) – wieś w Polsce, w województwie dolnośląskim, w powiecie oławskim, w gminie Domaniów.

## Nazwa
9 września 1947 ustalono polską nazwę miejscowości – Goszczyna.

## Podział administracyjny
W latach 1954–1959 wieś należała i była siedzibą władz gromady Goszczyna, po jej zniesieniu w gromadzie Ośno. W latach 1975–1998 miejscowość należała administracyjnie do województwa wrocławskiego.

## Demografia
W 1933 roku w miejscowości mieszkało 301 osób, a w 1939 – 284 osoby. W roku 2009 mieszkało tu 221 osób, a w roku 2011 – 224 osoby.